# Craig A. Kelly
Craig A. Kelly es un diplomático estadounidense. Fue embajador de Estados Unidos en Chile entre 2004 y 2007.

## Estudios
Kelly asistió a la Servite High School en Anaheim, California,[cita requerida] y luego hizo sus estudios superiores en la Universidad Stanford y en la Universidad de California en Los Ángeles (UCLA), donde realizó un doctorado en lenguas romances e Historia de Europa. Tiene estudios en la Escuela Nacional de Administración de París, y la Escuela Nacional de Guerra en Washington. Estudió en Italia gracias a una beca del Programa Fulbright.
Habla español, italiano, francés y portugués.

## Carrera pública
Es miembro de carrera del Senior Foreign Service. Ocupó posiciones diplomáticas en Bogotá (Colombia), Roma (Italia) y París (Francia). En 1997 fue observador electoral de la Organización para la Seguridad y la Cooperación en Europa en Bosnia y Herzegovina. Fue asistente ejecutivo de la Subsecretaría de Estado para Asuntos Políticos del Departamento de Estado entre 1999 y 2001.
Posteriormente fue asistente ejecutivo del secretario de Estado Colin Powell entre marzo de 2001 y junio de 2004, durante la administración de George W. Bush. El 9 de septiembre de 2004 fue designado por Bush como embajador de Estados Unidos en Chile, siendo acreditado ante el gobierno de Ricardo Lagos. Mantuvo dicho cargo hasta septiembre de 2007, cuando fue nombrado vicesecretario adjunto principal de la Dirección de Asuntos del Hemisferio Occidental, cargo que ejerció hasta el 30 de septiembre de 2010, ya durante el gobierno de Barack Obama.